# Annette Barlo
Pour les articles homonymes, voir Barlo (homonymie).
Annette Barlo, née le 8 novembre 1974 à Bunnik, est une actrice néerlandaise.

## Filmographie

### Cinéma et téléfilms
- 1990 : 12 steden, 13 ongelukken (nl) : Simone
- 1991-2003 : Oppassen!!! (nl) : Anna van Vliet-Bol
- 1998 : De Jimmy Hopper Show : Katja
- 2000 : Hij & Julia (nl) : Julia
- 2001 : Dok 12 :  Bridget
- 2002 : Costa! (nl) : Jamie
- 2009 : Goede tijden, slechte tijden : Lies de Weerdt
- 2010-2012 : VRijland (nl) : Karin
- 2011 : Verborgen Gebreken (nl) :  Margriet van Buuren
- 2017-2018 : De Spa (nl) : Tess Maria Molenaar
- 2020 : Flikken Maastricht : Mme Peters